# Nationaal Park Zemlja Leoparda
Nationaal Park Zemlja Leoparda of Nationaal Park "Luipaardland" (Russisch: Национальный парк Земля леопарда) is gelegen in de kraj Primorje van het Russische Verre Oosten. Het park werd opgericht om een nieuw beschermd leefgebied te creëren voor het met uitsterven bedreigde amoerluipaard (Panthera pardus orientalis). De oprichting tot nationaal park vond plaats op 5 april 2012 per besluit (№ 282/2012) van de regering van de Russische Federatie. Het beheer van het gebied vindt sinds de oprichting plaats onder een gezamenlijke bestuur van het naastgelegen Biosfeerreservaat Kedrovaja Pad en Nationaal Park Zemlja Leoparda. Het nationaal park heeft een oppervlakte van 2.618,68 km². Ook werd er een bufferzone ingesteld van 820 km².

## Kenmerken
Nationaal Park Zemlja Leoparda is gelegen in de Amoer-ecoregio en is de enige ecoregio die niet beïnvloedt werd door de laatste ijstijd. Hierdoor is de biodiversiteit in het gebied altijd zeer hoog gebleven. Het nationaal park ligt in het Oost-Mantsjoerijs gebergte, van de riviervallei van de Razdolnaja tot de riviervallei van de Amba en het Borisovplateau. Vanwege de ligging is het een contactgebied van flora en fauna uit de boreale zone en Oost-Azië. De gemiddelde jaartemperatuur ligt op 4 °C. De koudste maand is januari, met een gemiddelde temperatuur van −15 °C. De warmste maand is augustus, met een gemiddelde temperatuur van 20,1 °C.

## Fauna
Ongeveer 70% van het gebied wordt bewoond door het zeer zeldzame amoerluipaard (Panthera pardus orientalis). De beheerders van het gebied hebben de zware taak om deze zeldzame soort te redden van de ondergang. Het nationaal park is nu een van de weinige beschermde gebieden ter wereld waar het amoerluipaard voorkomt. Na een grootschalig onderzoek met cameravallen maakte het WWF bekend dat de populatie amoerluipaarden in het nationaal park is gestegen van 30 individuen in 2007 naar 57 individuen in 2015. Andere katachtigen die in het gebied voorkomen zijn de eveneens zeldzame Siberische tijger (Panthera tigris altaica), Euraziatische lynx (Lynx lynx) en Bengaalse tijgerkat (Prionailurus bengalensis euptilura). Onder de 45 aanwezige zoogdieren, biedt het nationaal park ook leefruimte voor zoogdieren als kraagbeer (Ursus thibetanus), oessoeribeer (Ursus arctos lasiotus), Maleise bonte marter (Martes flavigula aterrima), wasbeerhond (Nyctereutes procyonoides), dybowski-hert (Cervus nippon dybowskii), Siberisch ree (Capreolus pygargus), Siberische wezel (Mustela sibirica) en Siberisch muskushert (Moschus moschiferus).
Vogels die in het nationaal park broeden zijn onder meer het hazelhoen (Tetrastes bonasia), oosterse dwergooruil (Otus sunia stictonotus), kizukispecht (Dendrocopos kizuki), grijskapspecht (Dendrocopos canicapillus), witrugspecht (Dendrocopos leucotos), kroonboszanger (Phylloscopus coronatus) en mugimakivliegenvanger (Ficedula mugimaki).

## Wandelroute
In Nationaal Park Zemlja Leoparda wordt gewerkt aan een netwerk van wandelpaden. Er is al een ecologische route uitgezet die begint vanuit het bezoekerscentrum in de plaats Barabasj. Deze heeft een lengte van 3,2 km.